# Маріяпошинг
Маріяпошинг (нім. Mariaposching) — громада в Німеччині, розташована в землі Баварія. Підпорядковується адміністративному округу Нижня Баварія. Входить до складу району Штраубінг-Боген. Складова частина об'єднання громад Шварцах.
Площа — 19,61 км2. Населення становить 1428 ос. (станом на 31 грудня 2020).